# Мощаница (Овручский район)
Мощаница (укр. Мощаниця) — село на Украине, основано в 1820 году, находится в Овручском районе Житомирской области. Расположено на одноимённой реке. 
Код КОАТУУ — 1824285402. Население по переписи 2001 года составляет 95 человек. Почтовый индекс — 11154. Телефонный код — 4148. Занимает площадь 0,219 км².

## Адрес местного совета
11154, Житомирская область, Овручский р-н, с.Норинск, ул.Центральная